# Валдіз (Аляска)
Валдіз (англ. Valdez) — місто (англ. city) на півдні штату Аляска (США), на березі Тихого океану. Населення — 3985 осіб (2020).
Місто є важливим нафтовим портом, у ньому розташований нафтовий термінал, який є південним закінченням Трансаляскінського нафтопроводу.
Крім транзиту нафти, основу економіки становить рибальство (глибоководний вилов).
Місто з'єднане з іншими населеними пунктами штату шосе Річардсон. Расовий склад: європеоїдна раса — 83,62%, американоїдна — 7,19%, монголоїдна — 2,18%, негроїдна — 0,42%, інші — 6,59%.

## Географія
Валдіз розташований за координатами 61°5′0″ пн. ш. 146°19′13″ зх. д. / 61.08333° пн. ш. 146.32028° зх. д. (61.083367, -146.320284).  За даними Бюро перепису населення США в 2010 році місто мало площу 714,52 км², з яких 560,05 км² — суходіл та 154,47 км² — водойми.

### Клімат
| Клімат : Валдіз         | Клімат : Валдіз | Клімат : Валдіз | Клімат : Валдіз | Клімат : Валдіз | Клімат : Валдіз | Клімат : Валдіз | Клімат : Валдіз | Клімат : Валдіз | Клімат : Валдіз | Клімат : Валдіз | Клімат : Валдіз | Клімат : Валдіз | Клімат : Валдіз |
| Показник                | Січ.            | Лют.            | Бер.            | Квіт.           | Трав.           | Черв.           | Лип.            | Серп.           | Вер.            | Жовт.           | Лист.           | Груд.           | Рік             |
| Абсолютний максимум, °C | 7,8             | 11,1            | 13,9            | 20,0            | 25,6            | 30,0            | 29,4            | 27,8            | 23,3            | 17,8            | 10,0            | 12,2            | 30,0            |
| Середній максимум, °C   | −3              | −1,1            | 2,1             | 6,9             | 11,6            | 15,2            | 16,8            | 16,0            | 11,8            | 6,1             | 0,4             | −1,6            | 6,8             |
| Середня температура, °C | −5,6            | −4              | −1,3            | 3,2             | 7,7             | 11,2            | 12,9            | 12,0            | 8,4             | 3,5             | −2,1            | −4,1            | 3,5             |
| Середній мінімум, °C    | −8,2            | −6,9            | −4,6            | −0,6            | 3,7             | 7,2             | 8,9             | 8,0             | 4,9             | 0,8             | −4,5            | −6,6            | 0,2             |
| Абсолютний мінімум, °C  | −28,9           | −30,6           | −21,1           | −15             | −7,2            | −0,6            | 0,6             | 0,0             | −3,9            | −13,3           | −17,2           | −26,1           | −30,6           |
| Норма опадів, мм        | 153             | 140             | 114             | 90              | 78              | 76              | 98              | 168             | 244             | 218             | 140             | 193             | 1712            |
| Днів з опадами          | 17,1            | 14,8            | 15,3            | 14,2            | 16,6            | 15,0            | 16,9            | 17,3            | 20,6            | 19,1            | 15,0            | 17,9            | 199,8           |
| Днів зі снігом          | 11,8            | 10,3            | 11,0            | 6,8             | 0,6             | 0               | 0               | 0               | 0,2             | 4,9             | 11,2            | 13,6            | 70,4            |
| ----------------------- | --------------- | --------------- | --------------- | --------------- | --------------- | --------------- | --------------- | --------------- | --------------- | --------------- | --------------- | --------------- | --------------- |
| Джерело: NOAA           |                 |                 |                 |                 |                 |                 |                 |                 |                 |                 |                 |                 |                 |

## Демографія
Згідно з переписом 2010 року, у місті мешкало 3976 осіб у 1573 домогосподарствах у складі 970 родин. Густота населення становила 6 осіб/км².  Було 1763 помешкання (2/км²).
Расовий склад населення:
| - 81,5 % — білих - 8,2 % — корінних американців - 1,9 % — азіатів - 0,8 % — вихідців з тихоокеанських островів - 0,6 % — чорних або афроамериканців |

До двох чи більше рас належало 6,3 %. Частка іспаномовних становила 4,7 % від усіх жителів.
За віковим діапазоном населення розподілялося таким чином: 25,3 % — особи молодші 18 років, 69,2 % — особи у віці 18—64 років, 5,5 % — особи у віці 65 років та старші. Медіана віку мешканця становила 36,7 року. На 100 осіб жіночої статі у місті припадало 114,2 чоловіків;  на 100 жінок у віці від 18 років та старших — 119,8 чоловіків також старших 18 років.
Середній дохід на одне домашнє господарство  становив 99 498 доларів США (медіана — 98 204), а середній дохід на одну сім'ю — 108 473 долари (медіана — 100 326). Медіана доходів становила 68 117 доларів для чоловіків та 35 323 долари для жінок. За межею бідності перебувало 9,4 % осіб, у тому числі 4,5 % дітей у віці до 18 років та 0,0 % осіб у віці 65 років та старших.
Цивільне працевлаштоване населення становило 1739 осіб. Основні галузі зайнятості: освіта, охорона здоров'я та соціальна допомога — 17,2 %, публічна адміністрація — 13,7 %, науковці, спеціалісти, менеджери — 12,9 %, транспорт — 12,7 %.

## Галерея

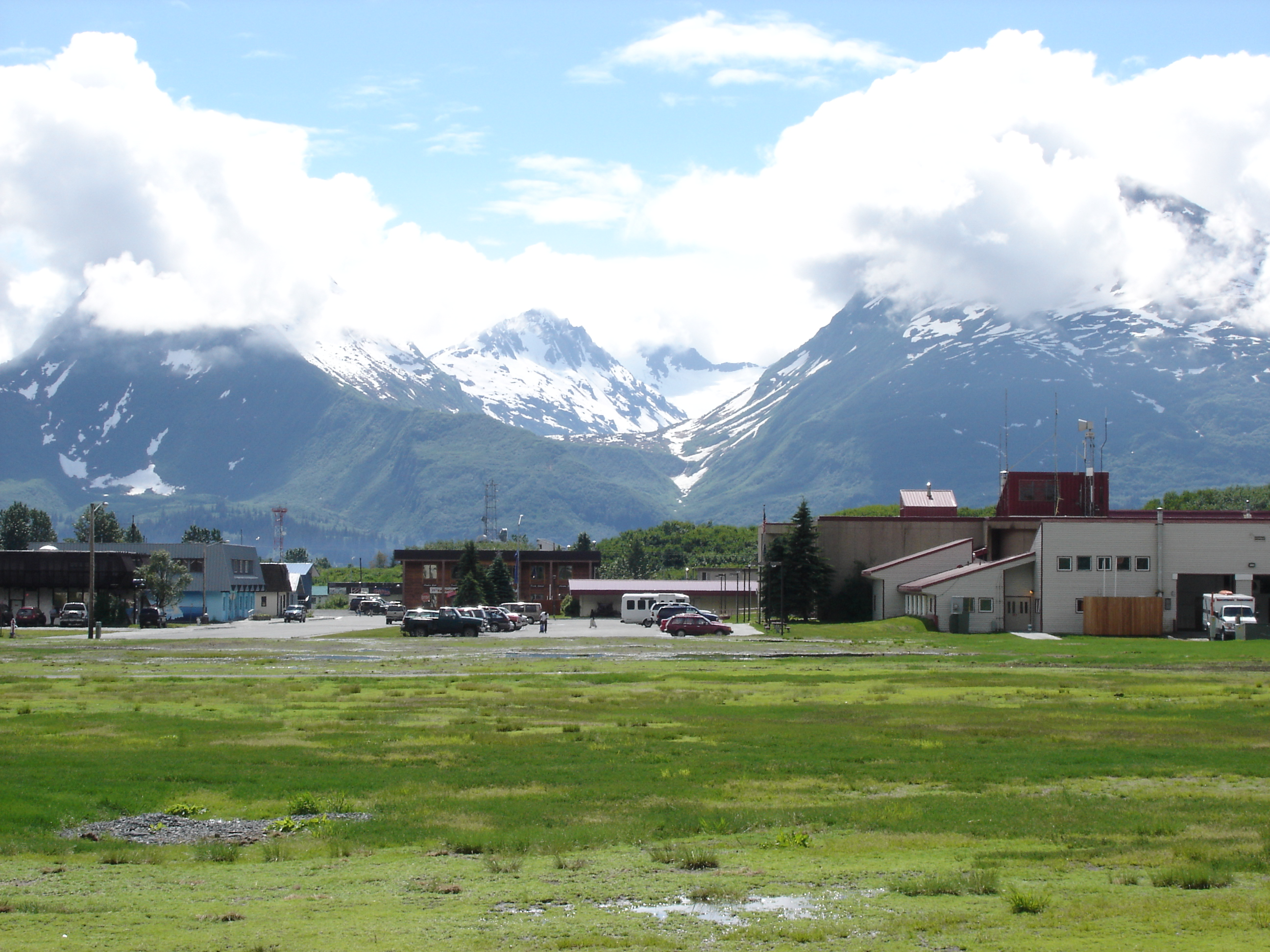
Місто зараз
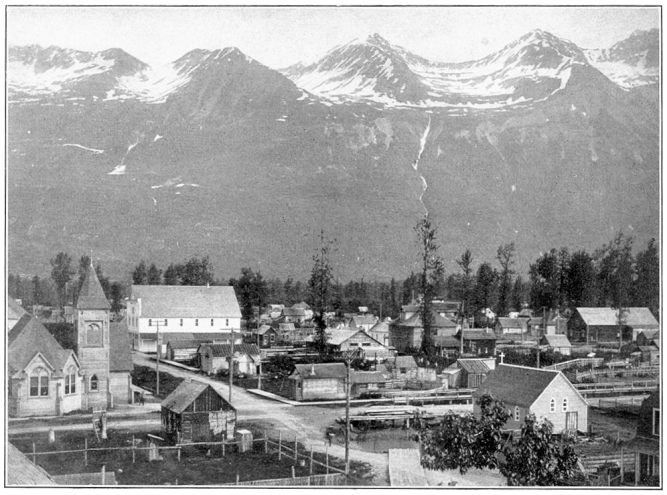
Місто в 1905 році